# Francesc Santacana i Romeu
Francesc Santacana i Romeu   (Martorell, 8 d'agost de 1883 - Martorell, 18 de setembre de 1936) fou un metge cirurgià, cooperativista, promotor esportiu i museòleg català.

## Biografia
Es llicencià en Medicina el 1904, i es doctorà el 1905 per la Universitat Central de Madrid. El 1916 recull el llegat de la Casa-Museu Santacana de mans del seu avi Francesc Santacana i Campmany, i n'amplia el fons, amb la inclusió de noves peces ceràmiques i altres obres d'art, a més de crear-ne el catàleg il·lustrat.
El 1910 funda la Unió de Vinyaters de Catalunya, i el 1917 funda el Sindicat Vitícola Comarcal de Martorell, del qual és president entre 1917 i 1933.
Va ser promotor de la fundació del Club Natació Martorell, així com de la primera piscina construïda al municipi, el 1930.
Membre de la CEDA, fou detingut i assassinat a Martorell el 18 de setembre de 1936.

## Obres
- Santacana Romeu, Francesc. Catalec Illustrat Del Museu Santacana de Martorell (Classic Reprint). ISBN 9780332353449.